# 福井鉄道
福井鉄道株式会社（ふくいてつどう、英: FUKUI RAILWAY CO.,LTD.）は、福井県越前市に本社を置き、福井県内でバス、鉄道などを運営している企業である。福鉄（ふくてつ）と略される。

## 概要
2009年2月に国の「鉄道事業再構築実施計画」の第1号認定を受け、活性化・再建を進めた（2009年3月 - 2018年3月までの10年間）。ほかの多くの地方ローカル私鉄と同様、運輸事業の営業収益（売上高）は、鉄軌道事業部門よりも自動車事業（特にバス事業）部門の方が多くなっている。直近の2023年度（2024年3月期）決算によれば、福鉄単体の自動車事業部門の売上割合は約62%、鉄軌道事業部門が約34%である。
鉄軌道事業は1963年以降赤字が続き、バス事業や不動産事業などで上げた利益により赤字を補填する形で維持してきたが、規制緩和による貸切バス事業における他社との競争の激化、長引く不況による出控えなどによりバス事業部門の採算が悪化、バス事業部門自体が赤字となり収益構造に問題を抱えることとなった。福井鉄道は2006年度末（2007年3月期）ですでに累積損失約22億円、累積債務約30億7000万円を抱えていたが、国は都市銀行の準拠する基準を国内基準から国際基準に切り替えるために会計制度を変更、福井鉄道はそれに伴う減損会計の導入により、線路用地が“赤字を生む資産”として評価替えを義務付けられた結果、新たに9億7000万円の減損損失を計上することになった。これは貸借対照表では、固定資産の減少とその見合いによる累積損失の増加で、借入資本・負債が相対的に大きくなることを意味する。それにより、「経営上の重大な疑義が生じた」との判断がなされ福井鉄道へのこれ以上の銀行融資が困難になった。
2007年9月、福井鉄道は、自主再建は困難とし、県、沿線3市に支援を要請した。同月、県は、沿線3市、福井鉄道、株式の33％を保有する名古屋鉄道（名鉄）に呼びかけ、「福井鉄道福武線存続協議会」を設置、2007年2月、「第5回福井鉄道福武線存続協議会」において県は福武線の存続スキームを提示した。「福井鉄道福武線存続協議会」において存続スキームへの検討が進む一方で、連合福井の地域協議会（当時の鯖丹地域協議会・南越地域協議会）が自治会組織（鯖江市区長会連合会・越前市区長会連合会）やNPO等に勉強会開催の呼びかけを行ったことが起点となり、合意形成が進められていったが、2008年3月、鯖江市区長会連合会の呼びかけで沿線3市住民代表が合同会議を開催、続いて「福井鉄道福武線の存続に向けた沿線三市住民レベル合同会議」が開催され、3市で合同のサポート団体を立ち上げていくことで合意した。2008年3月の「第6回福井鉄道福武線存続協議会」では福井銀行がオブザーバーとして参加し、債権放棄はしないもののつなぎ融資を実行することを明言した。
2008年5月、「第7回福井鉄道福武線存続協議会」において、上下分離方式による再建スキームでの路線維持存続方針が確認され、沿線3市は「福井鉄道福武線活性化連携協議会」（法定協議会）を設置した。また、沿線3市で、それぞれの市を事務局とするサポート団体が設立され、2008年6月には3市のサポート団体による「福井鉄道福武線サポート団体等協議会」が設立されている。2008年11月25日に開催された福井鉄道の臨時株主総会では、福井銀行出身で元福井鉄道顧問の村田治夫が新社長に選任された。これらを受け、2008年12月29日、福井鉄道の株式を保有していた名鉄が「福鉄が1株を新規発行しこれを10億円で引き受ける」という形の第三者割当増資を引き受けた上で、増資された1株を含む保有全株（合計24万6,899株）を地元自治体の出資するTMOや3市のサポート団体、商工会議所等へ1株1円で全面譲渡し、経営から撤退した。
地元資本・地元出身経営陣による経営体制が確立した一方で、2009年2月24日には、国土交通省に申請していた「鉄道事業再構築実施計画」が地域公共交通活性化法に基づき全国初の認定を受けた。この計画は、安全対策の強化（各種設備の維持・改修・更新）、営業強化・ソフト面での利便性向上（運賃や運行形態の見直しなど）、ハード面での利便性向上（新駅設置やパーク・アンド・ライド促進に向けた駐車場設置など）の3点を目標の柱に掲げ、10年間というスパンで輸送量増加と経営改善を目指すものである。本計画では、施策実施に必要な財政支援策も併せて示され、総額55億2,700万円の財政支援が必要と算出された。その内訳については、沿線3市による鉄道用地の取得費が12億円、設備更新の費用が10年間で計31億2,700万円、設備の維持修繕費が10年間で計12億円とそれぞれ見積もられており、このうち土地取得費については県と沿線3市が、設備更新費については県と法定協議会が、維持修繕費については沿線3市がそれぞれ分担して負担することが決まっている。また、設備更新費のうち10億円が国庫からの補助金によって賄われること、固定資産税の優遇措置を受けることもあわせて決定した。
財政面での裏付けを得て再構築計画は着々と進められ、特に営業施策の強化や利便性向上策が大きく進められた。営業施策については企画乗車券の発売やイベント列車の運行、沿線自治体と連携した観光客誘致策や地元住民の利用促進策に多数取り組んでいるほか、利便性向上策については新駅4駅の設置、パーク・アンド・ライド（P&R）駐車場の設置・拡大を進めている。このうち新駅については、2009年度（2010年3月25日）にスポーツ公園駅が、2010年度（2011年3月20日）には泰澄の里駅と清明駅がそれぞれ開業しており、P&R駐車場についても「全区間あわせて393台」という増強目標に対し、2024年4月時点で393台にまで増強が進んでいる。また、鉄道設備の更新については、信号保安設備や線路設備の更新が徐々に進められているほか、車両面では4編成の新型車両の導入が盛り込まれ、2016年度までに導入された。
こうした様々な施策もあり、2008年度に160万5千人であった乗車人員数は、2023年度では192万5千人へと約20%増加している。
2016年3月27日には、「フェニックス田原町ライン」として福井鉄道福武線越前武生駅（現・たけふ新駅）とえちぜん鉄道三国芦原線鷲塚針原駅との間で、田原町駅を介して相互直通運転を開始した。同時に、福井駅前電停への支線を福井駅西口広場まで延伸し同電停を広場に移設した。狭い電停の拡幅改修、PTPS（公共交通優先信号）の設置も進められた。
なお、えちぜん鉄道との相互乗り入れ計画開始当初は、直通区間を福井市内で完結する形態となる、福武線の浅水駅 - 鷲塚針原駅間で福井鉄道車両のみの片乗り入れとする計画であったが、福井鉄道側の施設面やダイヤ面、および旅客の利便性を向上させる目的から、当初計画を変更し、起点の越前武生駅からの直通およびえちぜん鉄道側も車両を用意しての相互直通運転とした。一方で、えちぜん鉄道側は、相互直通列車の折返し駅は当初の計画通り鷲塚針原駅のまま（ただし厳密には一度西長田駅までの直通に計画変更をしたものの、再度の計画変更で当初計画に戻った）としたため、えちぜん鉄道直通列車はあわら湯のまち・三国港方面には設定されていない。
また、2018年に当時の福井県知事西川一誠は、福井県議会において福井鉄道とえちぜん鉄道、ならびに北陸新幹線の開業にともない西日本旅客鉄道（JR西日本）から北陸本線の経営を移管されるハピラインふくいの3社での経営統合も含め、福井県内の地域鉄道3社のありかたについて検討する考えを示した。2020年には福井県知事杉本達治が、3社の一体化を含めた経営体制について北陸新幹線開業10年めどに検討するとした。2020年6月には、線路の保守にかかわる資材および工事を福井鉄道とえちぜん鉄道が共同で発注することについて合意が成立していることが報道されている。2023年6月27日に開催された株主総会・取締役会において、福井県の産業労働部長、地域戦略部長を歴任した吉川幸文が福井鉄道の新たな社長に選任された。これにより、福井鉄道、ハピラインふくい、えちぜん鉄道の地域鉄道3社の社長は、すべて福井県庁出身者となった。さらに、2024年6月5日、この3社は、さらなる利便性の向上および経営基盤の強化を図るため、『福井県鉄道協会』を設立した。

## 歴史
- 1945年（昭和20年）8月1日 - 福武電気鉄道株式会社と鯖浦電気鉄道株式会社が合併、福井鉄道株式会社が設立[1][25]。
- 1948年（昭和23年）8月 - 中部乗合自動車株式会社を吸収合併。
- 1953年（昭和28年）12月 - 敦賀乗合株式会社を吸収合併。
- 1960年（昭和35年）9月 - 三方交通株式会社を吸収合併。
- 1963年（昭和38年）5月 - 名古屋鉄道の資本下に入る[26]。
- 1973年（昭和48年）9月29日 - 鯖浦線が全線廃止[27][28]。
- 1981年（昭和56年）4月1日 - 南越線が全線廃止[27][28]。
- 1988年（昭和63年）
  - 7月20日 - 高速バス名古屋線（北陸道特急バス）福井 - 名古屋間運行開始。
  - 12月 - バスロケーションシステム導入。
- 1989年（平成元年）5月2日 - 高速バス東京線（ドリーム福井号）福井 - 東京間運行開始。
- 1990年（平成2年）10月 - 高速バス大阪線福井 - なんば間運行開始。
- 1993年（平成5年）4月 - 高速バス大阪線福井 - なんば間休止。
- 2003年（平成15年）9月 - 高速バス大阪線（わかさライナー）小浜 - 大阪間運行開始。
- 2005年（平成17年）6月 - 設立60周年を記念し、「FUKUTETSU」のロゴマークを名鉄のマークに準拠したものに変更。
- 2006年（平成18年）11月1日 - 高速バス東京線昼行便（昼特急）福井 - 東京間運行開始。
- 2007年（平成19年）12月22日 - 高速バス大阪（梅田）線、福井 - 大阪（阪急梅田）間運行開始。
- 2008年（平成20年）12月29日 - 筆頭株主である名古屋鉄道（発行済株式数の33.36%を保有）が、全株を沿線の支援団体などに譲渡し、福鉄との資本関係をすべて解消。これに伴い名鉄グループを離脱[8][29]。
- 2009年（平成21年）2月24日 - 地域公共交通活性化法に基づく「鉄道事業再構築実施計画」が認定される[5]。
- 2011年（平成23年）
  - 4月1日 - 連結子会社4社を合併させる。若越商事株式会社に、武生タクシー株式会社、中部自動車興業株式会社、株式会社福鉄観光社の3社を吸収させる。
  - 7月 - 若越商事が福鉄商事に社名変更。
- 2013年（平成25年）3月31日 - 福武線に低床型電車F1000形「FUKURAM」を導入。以降、2015年に1編成、2016年に2編成が追加投入され、4編成となっている。
- 2016年（平成28年）3月27日 - 「フェニックス田原町ライン」として福武線越前武生駅 - えちぜん鉄道三国芦原線鷲塚針原駅間で相互直通運転開始[18]。同時に、福井駅前電停を福井駅西口広場に移設[16][17]。
- 2018年（平成30年）8月8日 - ヤマト運輸と提携の上、客貨混載バスを越前武生 - 稲荷間で運行開始[30][31]。
- 2019年（令和元年）11月8日 - 福井銀行と福井新聞社が発行する電子マネー「JURACA」を利用したICカード決済の実証実験を福武線において同年11月20日まで実施[32][33][34]。
- 2023年（令和5年）3月27日 - 福武線にF2000形車両「フクラムライナー（FUKURAM Liner）」を導入。
- 2024年（令和6年）
  - 2月24日 - 路線バスにおいて、JR西日本のICカード「ICOCA」を導入[35]。嶺北地域ではICOCA定期乗車券も販売する。定期乗車券は金額式で、ICOCA券面に印字されず、「バスICOCA定期券内容控」が発行される。モバイルICOCAとApple PayのICOCAでは、定期乗車券は利用できない。これにより、全国交通系ICカードも使用可能となる。なお、導入されない路線は、フェリー線・大島線・本郷線と、当社が運行受託するコミュニティバスのうち、越前市市民バス・越前町コミュニティバスである。嶺南地域では、ICOCA定期乗車券は導入されない。
  - 10月11日 - 鉄軌道（福武線）においても、ICOCAを導入[36]。

## バス事業
一般路線バス、高速路線バスおよび貸切バス事業を運営。福鉄バスおよび福鉄観光の通称も用いられている。
一般路線は越前市、鯖江市など福井県嶺北南部、および敦賀市など同嶺南東部を中心に運行しているが、福井市南部にある福武線の駅と周辺地域を結ぶ循環路線や、大飯郡おおい町の旧大飯町地域にも路線がある。また、当該地域の一部自治体よりコミュニティバス等の運行を受託している。

### バス営業所
- 嶺北営業所（越前市北府二丁目6-4）
- 福井営業所（福井市主計中町9-11-2）
- 嶺南営業所（敦賀市中44-21-3）
- 小浜営業所（小浜市千種一丁目8-15）

### バス案内所等
- 高速バスチケットセンター（越前市大屋町38-5-1 道の駅越前たけふ内、越前たけふ観光案内所に併設）
- バスチケットセンター（越前市府中三丁目1-1 たけふ新駅内）

### 高速バス路線

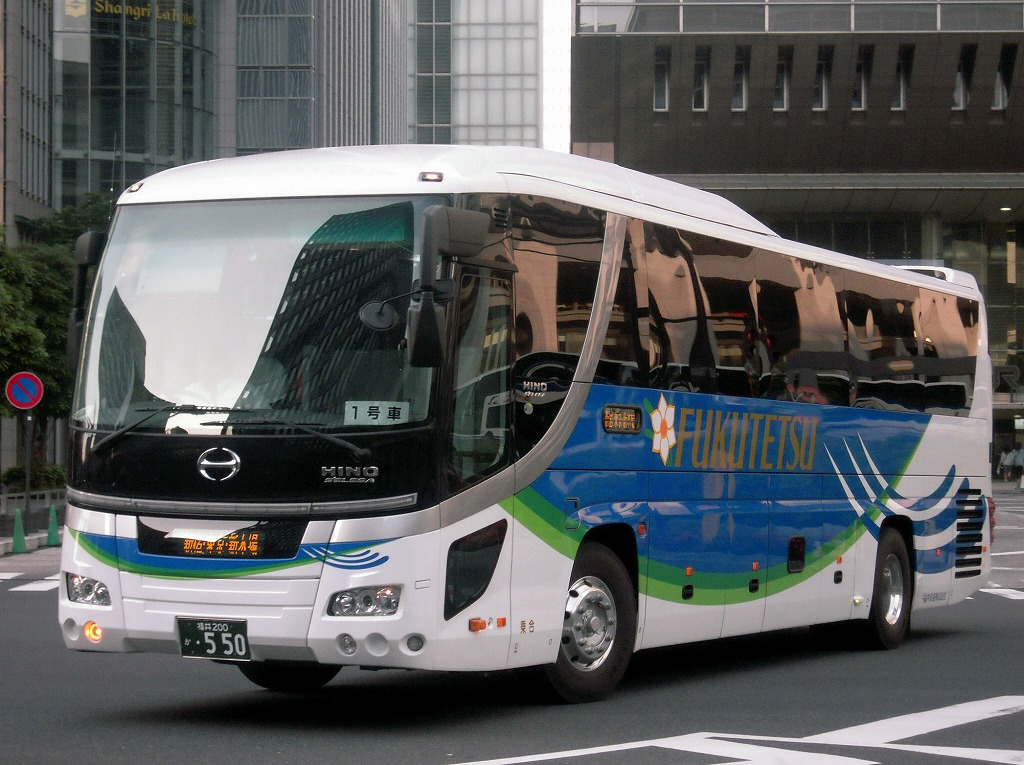
ドリーム福井号（日野・セレガ）

経路など詳細は当該項目を参照のこと、<>内は共同運行会社
- 北陸道特急バス（名古屋⇔福井）<京福バス・名鉄バス・JR東海バス>
- 福井 - 大阪（梅田）線 <京福バス・阪急観光バス>（2023年8月1日をもって全便運休のまま撤退[37]していたが、2024年12月21日より運行再開）

#### 高速バス（休止路線）
- ドリーム福井号 <京福バス>（2023年12月1日をもって運行を再開することなく正式に休止[38]）
- 福井 - 東京線「昼特急」 <京福バス>（2023年12月1日をもって運行を再開することなく正式に休止[38]）

#### 高速バス（廃止路線）
- 福井 - 小浜線
福井県初の県内都市間高速バス。運行当時は舞鶴若狭自動車道福井県区間未開通であり、敦賀IC以西は主に国道27号を経由していた。
- 福井 - 大阪（なんば）線 <京福電気鉄道・南海電気鉄道（廃止時点の運行会社）>
- 小松空港連絡バス <京福リムジンバス>（2013年3月31日より京福リムジンバス（のち京福バスへ被合併）の単独運行に変更）
- わかさライナー （小浜 - 大阪線）<近鉄バス>（新型コロナウイルス感染拡大の影響で2020年4月9日より運休、同年5月10日出発便をもって全便運休のまま廃止[39]）

### 一般路線
2025年（令和7年）4月1日ダイヤ改正時点。

#### 越前市発着
全便嶺北営業所担当。全国交通系ICカード（ICOCA定期券を含む）利用可能。以下、「…」区間はフリー乗降区間（停留所以外でも乗降可能）。
- 武生越前海岸線
  - たけふ新駅 - 武生駅前 - 越前市役所前 - 武生口 - 北山 - しきぶ台 - 八田 - 樫津 - 江波 - 陶芸村口 - 織田 - 織田病院（一部時間帯のみ経由） - 山中 - 梅浦 - 越前コミュニティセンター - くりや - 道の駅「越前」 - 茂原 - 高佐 - 海楽園前 - 米ノ浦 - かれい崎

「しきぶ台」から織田・梅浦・かれい崎・越前岬方面は越前町。
安養寺経由の越前岬系統は2024年4月1日廃止（最終運行日は同年3月29日）。
- 王子保・河野海岸線
  - たけふ新駅 - 武生駅前 - 越前市役所前 - 桜町 - 保健所前 - 畷町 - 松森 - ポリテクセンター福井 - 白崎 - 春日野 - 具谷 - 桜橋 … 赤萩 … 河野 … 甲楽城口 … 甲楽城 … 甲楽城北出 … ゆうばえ … 糠口 … 糠 … 糠長島

「具谷」から桜橋・河野・甲楽城・糠長島方面は南越前町。
2025年4月1日ダイヤ改正で、妙法寺付近、王子保駅付近を非経由とした。
- 白山線
  - たけふ新駅 - 武生駅前 - 越前市役所前 - 桜町 - 紫式部公園口 - 白山神社前 … 沓掛 … 菖蒲谷 … 二階堂 … 千合谷
- 池田線
  - たけふ新駅 - 武生駅前 - 越前市役所前 - 村国 - 武生高校前 - 武生東高校 - 粟田部 - 和紙の里（魚見発着便は経由せず） - 今立総合支所前 - 南越中学校前 … 戸板 … 西河内 … 西河内上 … 清水谷 … 稲荷 … 荒谷 … 魚見 … 金山（一部時間帯のみ発着）

「清水谷」から魚見・金山方面は池田町。
2019年10月1日ダイヤ改正で、池田線を稲荷経由魚見ないし金谷までとし、仁愛大学経由は入谷線として系統分離。
たけふ新駅発のうち昼間の1便は、ヤマト運輸の「宅急便」を積載する客貨混載バスで、ヤマト運輸芝原センターで宅急便を積載し、稲荷バス停でヤマト運輸の配送車に引き渡す[30][31]。
- 入谷線
  - たけふ新駅 - 武生駅前 - 越前市役所前 - 桜町 - 問屋センター前 - 仁愛大学前 - 味真野 - 味真野神社前 … 中居 … 中入谷 … 入谷

2020年3月15日ダイヤ改正で池田町への乗入終了、当初本路線を利用していた客貨混載便は池田線へ。
- 南越線
  - ＜和紙の里行き＞シピィ → 武生口 → たけふ新駅 → 武生駅前 → 越前市役所前 → 村国（三中前） → 武生高校前 → 国高 → 武生東高校 → 粟田部 → 定友町 → 岡本小学校前 → 和紙の里
  - ＜シピィ行き＞和紙の里 → 岡本小学校前 → 今立中央病院前 → 武生東高校 → 国高 → 村国（三中前） → 武生高校校門前 → たけふ新駅 → 武生駅前 → 越前市役所前 → 武生口 → シピィ

福井鉄道南越線廃止代替バス。
2017年3月30日までは和紙の里から先、今立総合支所前を経由して赤坂まで運行し、翌4月1日より赤坂から北中山公民館まで延伸して鯖江市内にも乗り入れたが、和紙の里以遠は2019年9月30日をもって廃止。
- 高校線（武生東線）
  - ＜武生東高校行き＞たけふ新駅 → 武生高校前 → 武生東高校
  - ＜たけふ新駅行き＞武生東高校 → たけふ新駅
- 高校線（商工高校線）
  - ＜常久行きのみ運行＞たけふ新駅 → 武生駅前 → 常久

初発便は武生駅前始発。

#### 鯖江市発着
全便福井営業所担当。全国交通系ICカード（ICOCA定期券を含む）利用可能。
- 鯖浦線
  - ＜織田発着＞北鯖江駅 - アル・プラザ鯖江または神中二丁目 - 神明駅 - 公立丹南病院（一部時間帯のみ経由） - 糺 - 小泉 - 石田上 - 雇用促進住宅前 - 西田中 - 朝日 - 新樫津 - 樫津口 - 江波 - 陶芸村口 - 織田
  - ＜かれい崎発着＞北鯖江駅 - アル・プラザ鯖江または神中二丁目 - 神明駅 - 公立丹南病院（一部時間帯のみ経由） - 糺 - 小泉 - 石田上 - 雇用促進住宅前 - 西田中 - 朝日 - 丹生高校前 - 古墳公園 - 青野 - 茱原 - 上戸 - 織田 - 織田病院（朝方のみ経由せず） - 山中 - 梅浦 - 越前コミュニティセンター - くりや - 道の駅「越前」 - 茂原 - 高佐 - 海楽園前 - 米ノ浦 - かれい崎
  - ＜朝日止まり＞神明駅 → 糺 → 小泉 → 石田上 → 雇用促進住宅前 → 西田中 → 朝日

「雇用促進住宅前」から織田・かれい崎方面は越前町。
福井鉄道鯖浦線廃止代替バス。
2017年4月1日より、「JR北鯖江駅（当時） - 神明駅」を延伸。
2024年10月1日より、福浦線廃止に伴い、かれい崎発着便の朝日 - 織田間の経路を変更。

#### 福井市発着
全便福井営業所担当。全国交通系ICカード（ICOCA定期券を含む）利用可能。以下、「…」区間はコールポスト停留所（要電話予約）。
- 清明循環線
  - 大島・下荒井ルート
    - ベル食品館前 - ベル前 - 大島一丁目 - 県住下荒井団地 - 清明公民館 - 清明小学校東 - 下荒井 - さくら病院（一部時間帯のみ経由） - げんきの郷 - ベル前 - ベル食品館前

  - 杉谷ルート
    - ＜往路＞ベル食品館前 → ベル前 … 中荒井新 … 杉谷口 … 中荒井新 … 下荒井 → 清明小学校東 → 清明公民館 → 清明小学校前 → 下荒井 → さくら病院 → げんきの郷 → ベル前 → ベル食品館前
    - ＜復路＞ベル食品館前 → ベル前 → げんきの郷 → さくら病院 → 下荒井 → 清明小学校東 → 清明公民館 → 清明小学校前 → 下荒井 … 中荒井新 … 杉谷口 … 中荒井新 … ベル前 → ベル食品館前

  - 江端ルート
    - ベル食品館前 → ベル前 … ヤクルト前 … 江端駅東口 … げんきの郷 → さくら病院 → 下荒井 → 清明小学校東 → 清明公民館 → 清明小学校前 → 下荒井 → さくら病院（一部時間帯のみ二度経由） → げんきの郷 → ベル前 → ベル食品館前
- 麻生津循環線
  - 杉の木台ルート
    - ハニー前（一部時間帯のみ発着） - 浅水駅前 → 足羽高校（朝方のみ経由） → 冬野または青葉台 - 杉の木台 - 中杉の木台 - 上杉の木台 - 中杉の木台 - 三十八社 - 浅水駅前 - ハニー前（一部時間帯のみ発着）
    - 浅水駅前 -〈直行〉- 足羽高校

  - 江尻ヶ丘ルート
    - ハニー前（一部時間帯のみ） → 浅水駅前 … 下江尻 … 江尻ヶ丘 … 下江尻 … 三十八社 → 中杉の木台 → 上杉の木台 → 中杉の木台 … 杉の木台二日町 … 杉の木台 → 青葉台 → 浅水駅前 → ハニー前（一部時間帯のみ）

#### 敦賀市発着
ゴコイチバス（嶺北営業所担当）以外は嶺南営業所担当。若狭線は全国交通系ICカード利用可能（ICOCA定期券利用不可）。
- 若狭線
  - 敦賀駅 - 白銀町 - 本町二丁目 - 気比神宮前 - 神楽町 - 神楽二丁目 - 市立病院前 - 松島口 - 松原公園口 - 松原町 - 敦賀高校前 - 平和町 - 北木崎 - はぴふる前 - 建設業会館 - 合同庁舎前 - 呉羽町 - 若葉町 - 粟野中学前 - 金山 - 国立病院前 - 国立病院 - 関 - 北田口 - 佐田 - 今市 - 山上口 - 坂尻 - 佐柿口 - 佐柿 - 木野口 - 美浜農協前 - 美浜駅口 - 美浜駅前
備考
敦賀市内のみ（敦賀駅 - 関）を乗車する場合は特例運賃が適用される[41]。
「北田口」から坂尻・佐柿・美浜駅前方面は美浜町。
- フェリー線
  - 敦賀駅 - フェリーターミナル（新日本海フェリーのりば直行）
備考
敦賀港を発着する新日本海フェリーの就航日のみ運行。当路線は敦賀市内特例運賃制度が適用されない[42]。

#### おおい町発着
全便小浜営業所担当。全国交通系ICカード利用不可。
- 本郷線
  - おおい町役場前 - 本郷駅前 - 本郷大橋 - なごみ - 学校前 - 間原橋 - 大飯中学校前 - 大飯中学校 - 万願寺 - 広岡橋 - 笹谷 - 小車田 - 石山 - 福谷 - 三森 - 清水橋 - 川上 - 子生谷
  - おおい町役場前 - 本郷駅前 - あみーシャン大飯 - なごみ - 学校前 - 間原橋 - 大飯中学校前 - 大飯中学校 - 万願寺 - 広岡橋 - 笹谷 - 小車田 - 石山 - 福谷 - 三森 - 清水橋 - 川上 - 子生谷
  - ホテルうみんぴあ前 - 本郷白浜 - ぽーたる - おおい町役場前 - 本郷駅前 - あみーシャン大飯 - なごみ - 学校前 - 間原橋 - 大飯中学校前 - 大飯中学校 - 万願寺 - 広岡橋 - 笹谷 - 小車田 - 石山 - 福谷 - 三森 - 清水橋 - 川上 - 子生谷

備考
「本郷駅前 - あみーシャン大飯」または「本郷駅前 - 学校前」をノンストップ運行する便がある。
「ホテルうみんぴあ前」発着は2.5往復のみ運行。なお、「ホテルうみんぴあ前 → 川上」の便は「本郷大橋」を経由しない。
- 大島線
  - 大飯中学校 - 大飯中学校前 - 間原橋 - 学校前 - なごみ - あみーシャン大飯 - 本郷大橋 - 本郷駅前 - おおい町役場前 - ぽーたる - 本郷白浜 - （ホテルうみんぴあ前） - 犬見 - 浦底 - 南浦 - しーまいる前 - 宮留 - 塩浜海水浴場前
  - なごみ - あみーシャン大飯 - 本郷駅前 - おおい町役場前 - ぽーたる - 本郷白浜 - （ホテルうみんぴあ前） - 犬見 - 浦底 - 南浦 - しーまいる前 - 宮留 - 塩浜海水浴場前
  - 本郷駅前 - おおい町役場前 - ぽーたる - 本郷白浜 - （ホテルうみんぴあ前） - 犬見 - 浦底 - 南浦 - しーまいる前 - 宮留 - 塩浜海水浴場前

備考
「ホテルうみんぴあ前」は一部のみ経由。なお、「なごみ」発着は「本郷大橋」を経由しない。

### 受託路線
経路など詳細は当該項目を参照。
現在
- 敦賀市コミュニティバス - 敦賀市より一部路線の運行業務を受託
- 越前市市民バス「のろっさ」 - 越前市より一部路線の運行業務を受託
- 越前市自動運転バス - 越前市、NTT西日本、福井鉄道の3者による共同運行
- フレンドリー号 - 越前町より一部路線の運行業務を受託

過去
- にこにこバス - おおい町より運行業務を受託（2012年廃止）
- 越前市シャトルバス - 北陸新幹線越前たけふ駅へのアクセスバス（2024 - 2025年）

### 車両
名鉄グループ時代から、一般路線車・高速路線車・貸切車ともに長年三菱ふそう製に統一されていたが、2023年末時点では、日野自動車製やいすゞ自動車製も在籍している。一方、グループ会社のレインボー観光自動車は三菱製に統一されている。
一般路線車では1990年代後半より低床型バスを積極的に導入し、2000年にはノンステップバスを導入。
カラーリングは赤色と白色を用いた名鉄カラーを採用していたが、ノンステップバス導入時に海と青空と雲をイメージした独自のデザインを採用している。なお、導入当初は「ノーステップバス」の車体表記となっていたが、現在は「ノンステップバス」の車体表記も混在している。

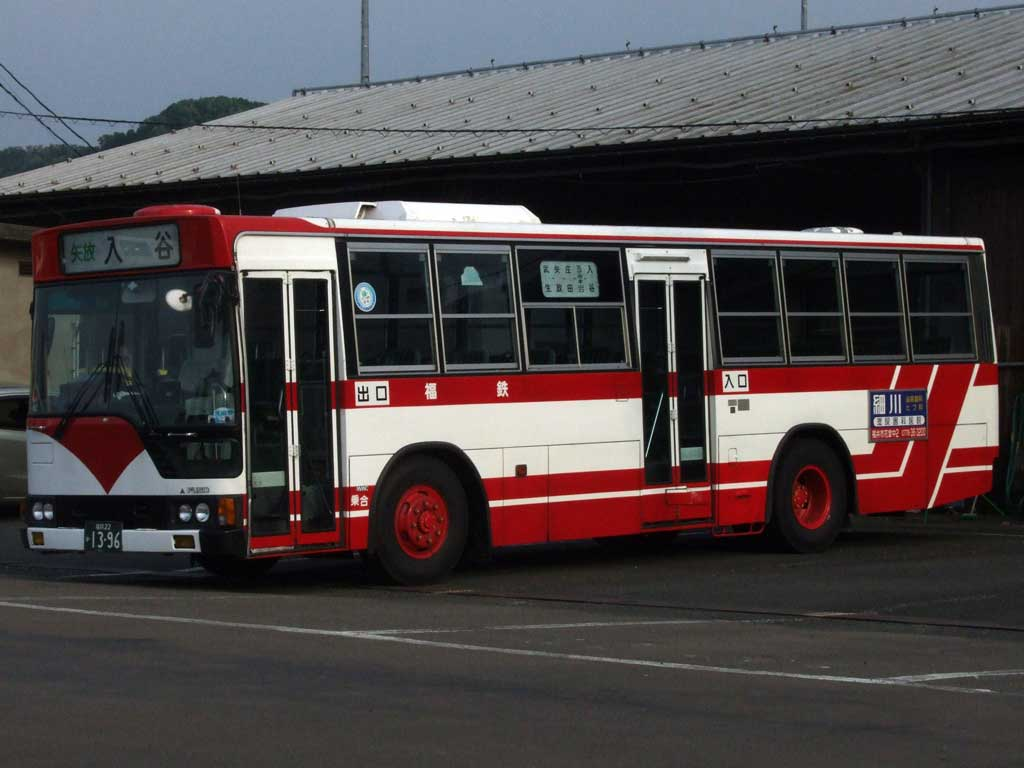
大型ワンステップバス（旧塗装、三菱ふそう・エアロスター）
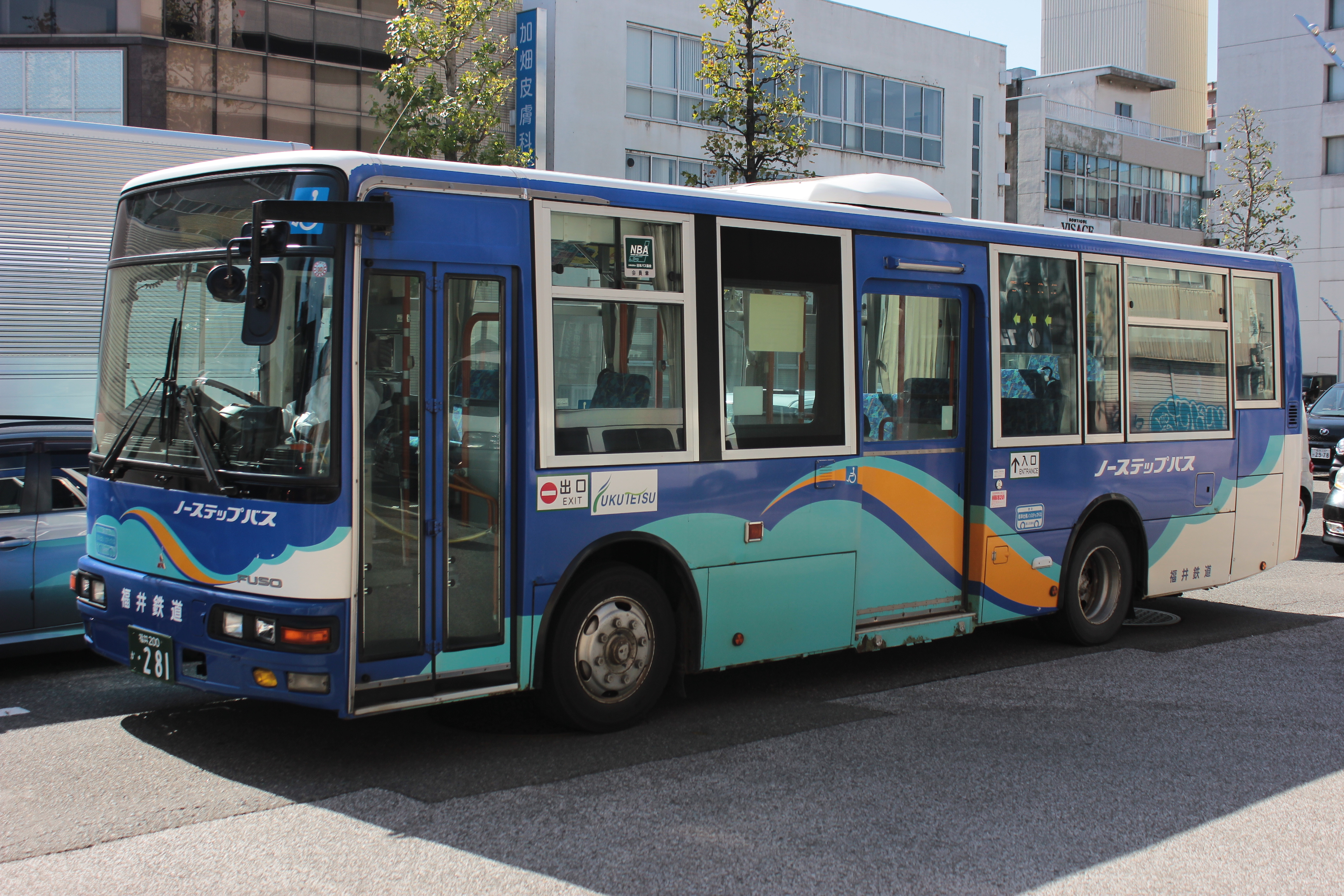
大型ノンステップバス（現塗装、ノーステップバス表記、三菱ふそう・エアロミディMK）
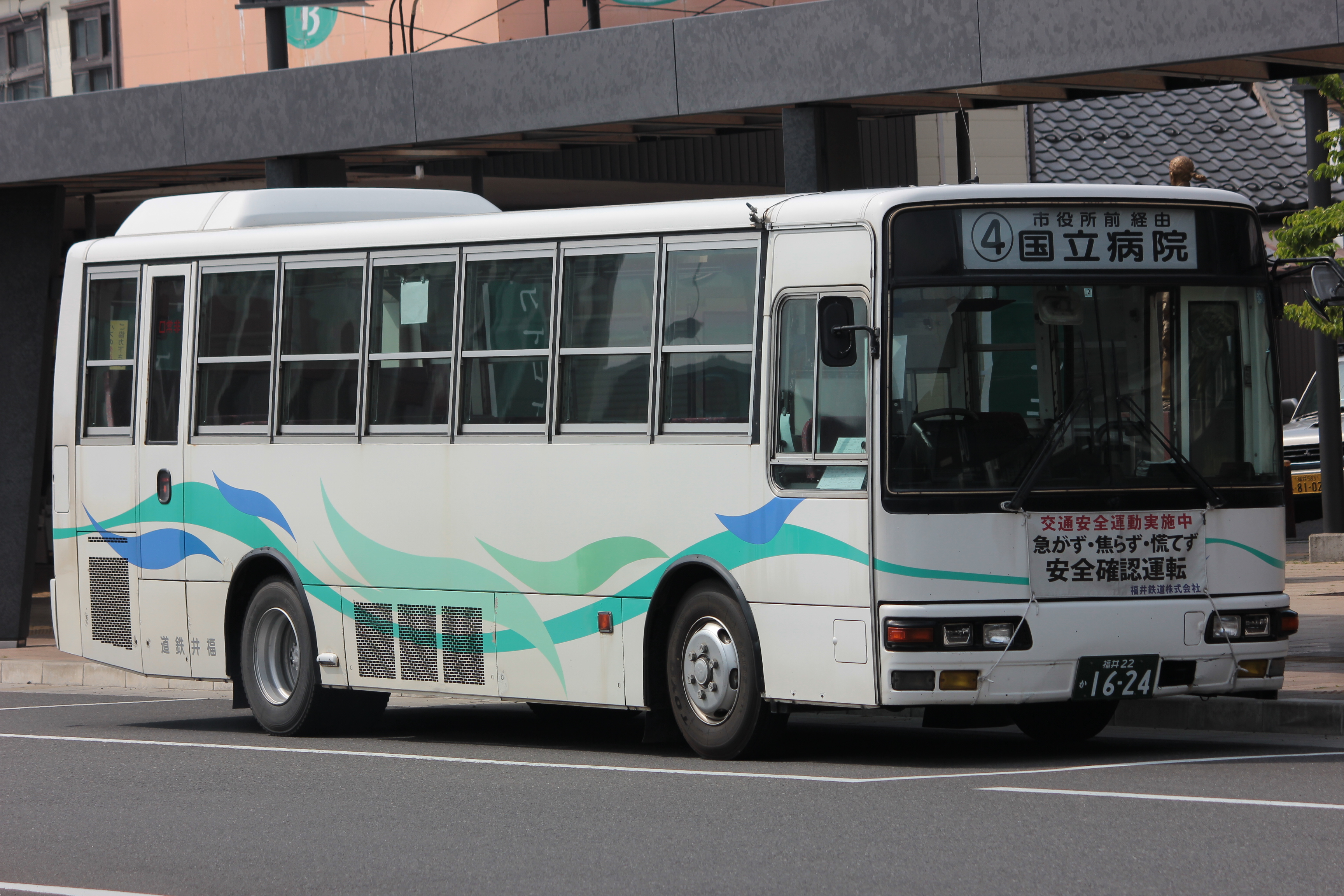
中型ワンステップバス（旧塗装）
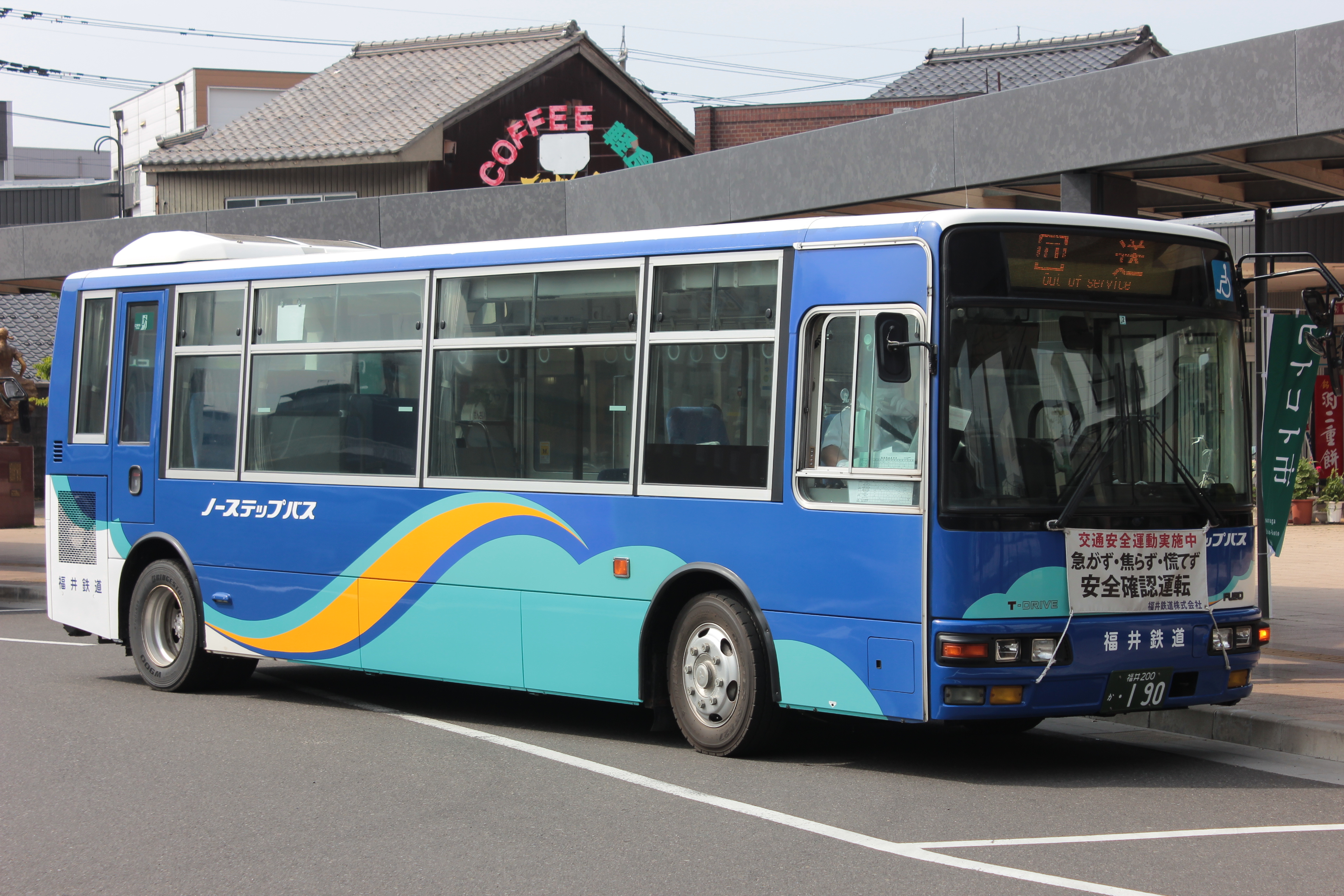
中型ノンステップバス（現塗装、ノーステップバス表記）

## 鉄軌道事業

路線図（クリックで拡大）

鉄軌道事業では、福武電気鉄道により開業したたけふ新 - 福井市内間の福武線のほか、鯖浦電気鉄道により開業した鯖浦線や、武岡軽便鉄道（後に武岡鉄道、南越鉄道と改称し福武電気鉄道に合併）により開業した南越線を擁していたが、1973年に鯖浦線、1981年に南越線が廃止されて以降は福武線だけを営業路線としている。

### 鉄軌道路線
現有路線
- 福武線：たけふ新駅 - 田原町駅

廃止路線
- 鯖浦線：鯖江駅 - 織田駅
- 南越線：社武生駅 - 戸ノ口駅

### 車両

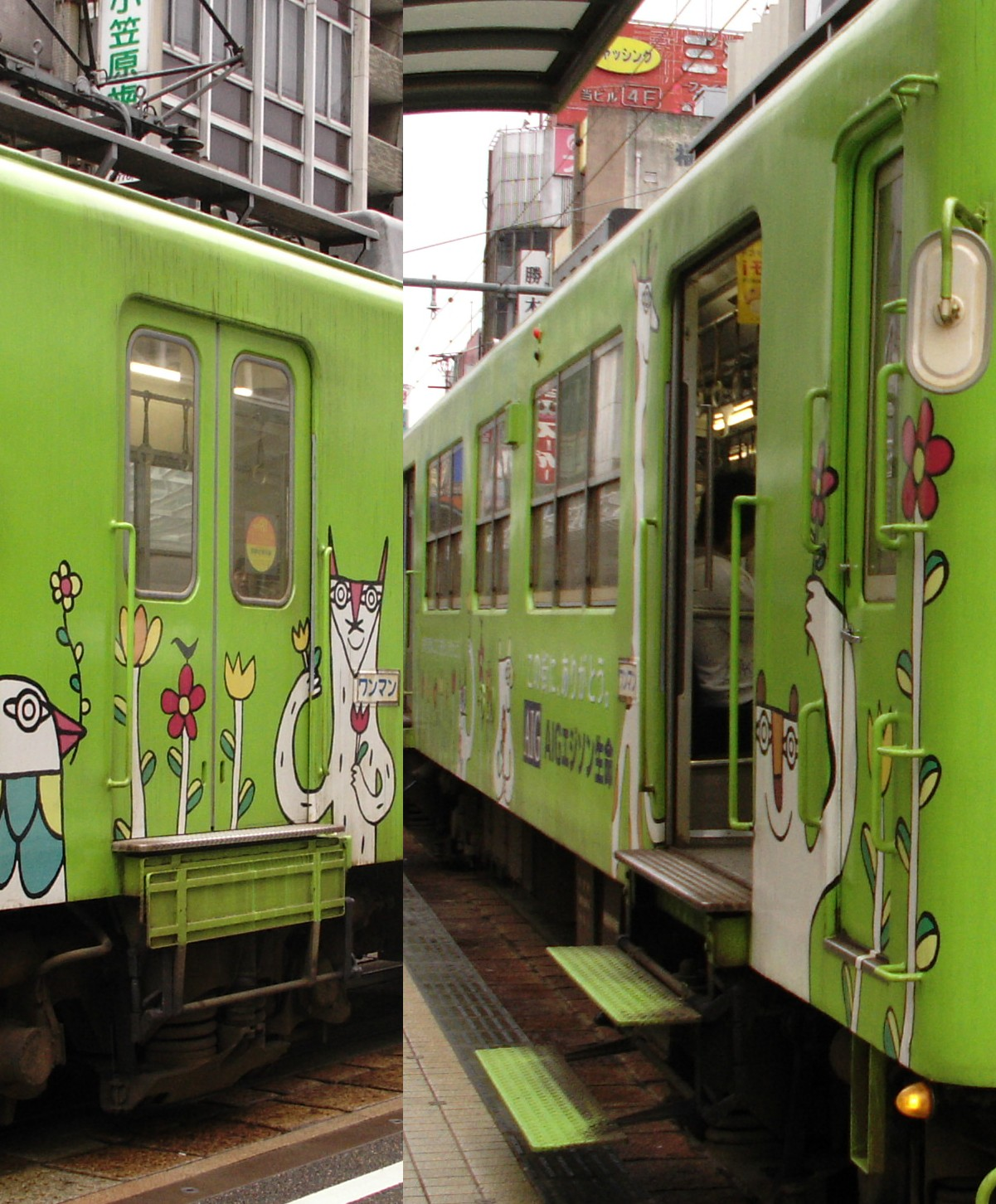
鉄道形車両に設置された乗降用ステップ。左が閉じた状態、右がステップが開いた状態である

福武線では、2006年（平成18年）4月に運用車両を名古屋鉄道より譲り受けた路面電車形車両に置き換え、従来車（鉄道形車両）の大半を代替したが、さらに2013年（平成25年）3月に、自社発注の低床型（路面電車形）車両「F1000形」を導入した。この独自のデザインの車両は、「FUKURAM（フクラム）」という愛称がつけられている。福井鉄道には鉄道線と軌道線が存在するが、FUKURAMはそのどちらの直通運用にも対応した車両である。その特徴が評価され、2014年にはローレル賞を受賞した。
また、F1000形の導入と並行して、注目度向上や鉄道ファンの集客を狙い、元ドイツ・シュトゥットガルト市電の車両で、1990年から2000年まで高知県の土佐電気鉄道（現在のとさでん交通）で導入・運用されていた735形電車を購入・改修して運用する案が具現化、車両購入費200万円と運行に必要な改修費・輸送費7,600万円の計7,800万円について、全額を県が補助することを盛り込んだ予算案が、福井県の2013年度当初予算案に盛り込まれた。福井鉄道での形式名はF10形とし、愛称は「レトラム」とした。2014年3月29日に披露式を行ったが、配電の不具合により数十m走行したところで運行を打ち切った。その後、4月12日に営業運行を開始したが、度重なる故障により6月14日には運行を停止。その後、9月6日に運行を再開したが故障により9月8日から9月30日まで運休した。現在は、春と秋の土休日にのみ運転されている。
F1000形及びF2000形は「フェニックス田原町ライン」として、えちぜん鉄道三国芦原線の田原町駅 - 鷲塚針原駅間と相互直通運転を行っている（概要節も参照）。

#### 現有車両
- F2000形 FUKURAM Liner（フクラムライナー） - 1編成。2023年3月27日運行開始[51][52]
- F1000形 FUKURAM（フクラム） - 4編成（全室低床車）
- 880形 - 5編成、元名古屋鉄道美濃町線・田神線
- 770形 - 4編成、元名古屋鉄道岐阜市内線・揖斐線
- F10形 RETRAM（レトラム） - 1編成、元シュトゥットガルト市電→土佐電気鉄道735形
- 200形 - 1編成、2019年から休車[53]。2023年より保存。

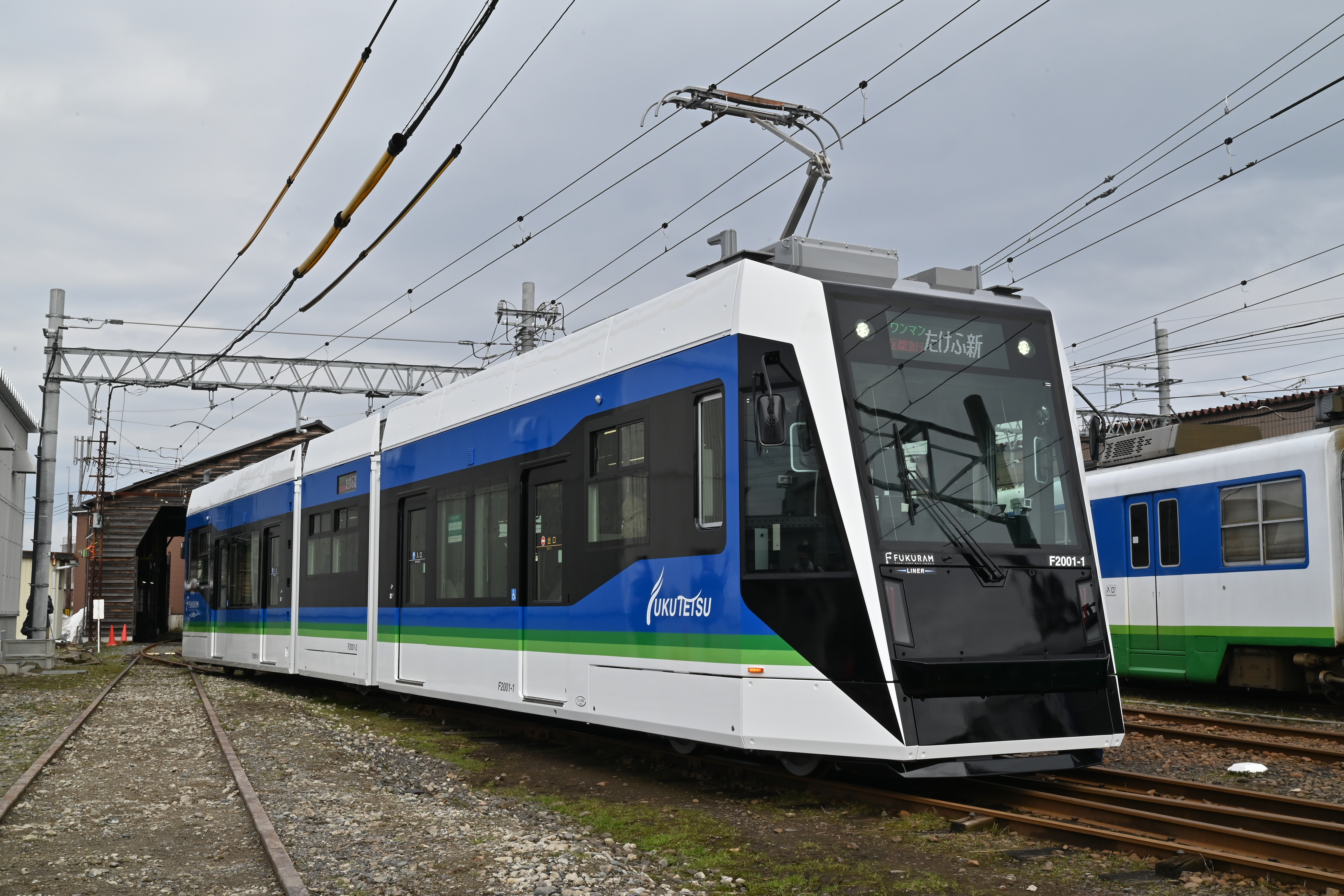
F2000形（F2001）
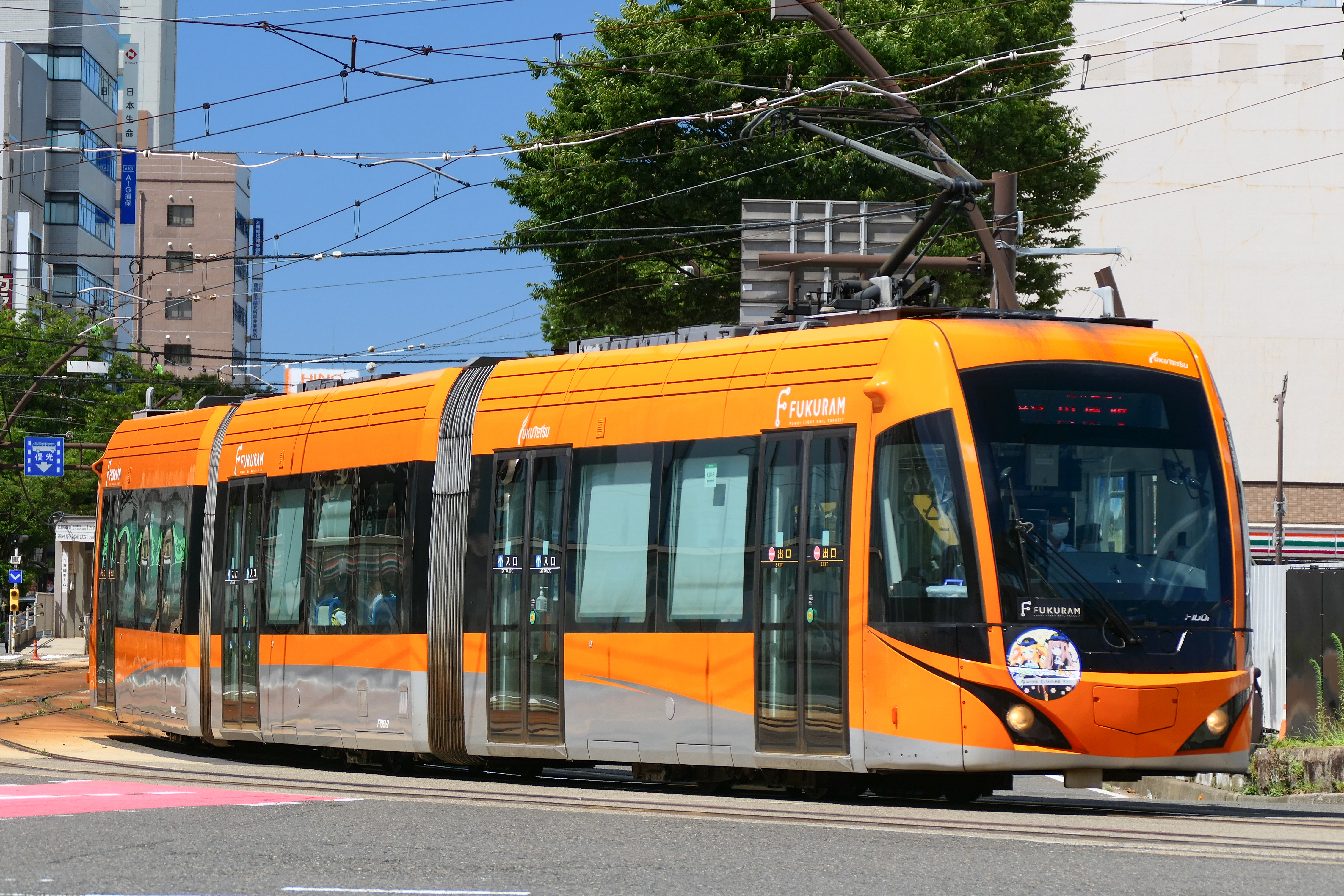
F1000形（F1001）
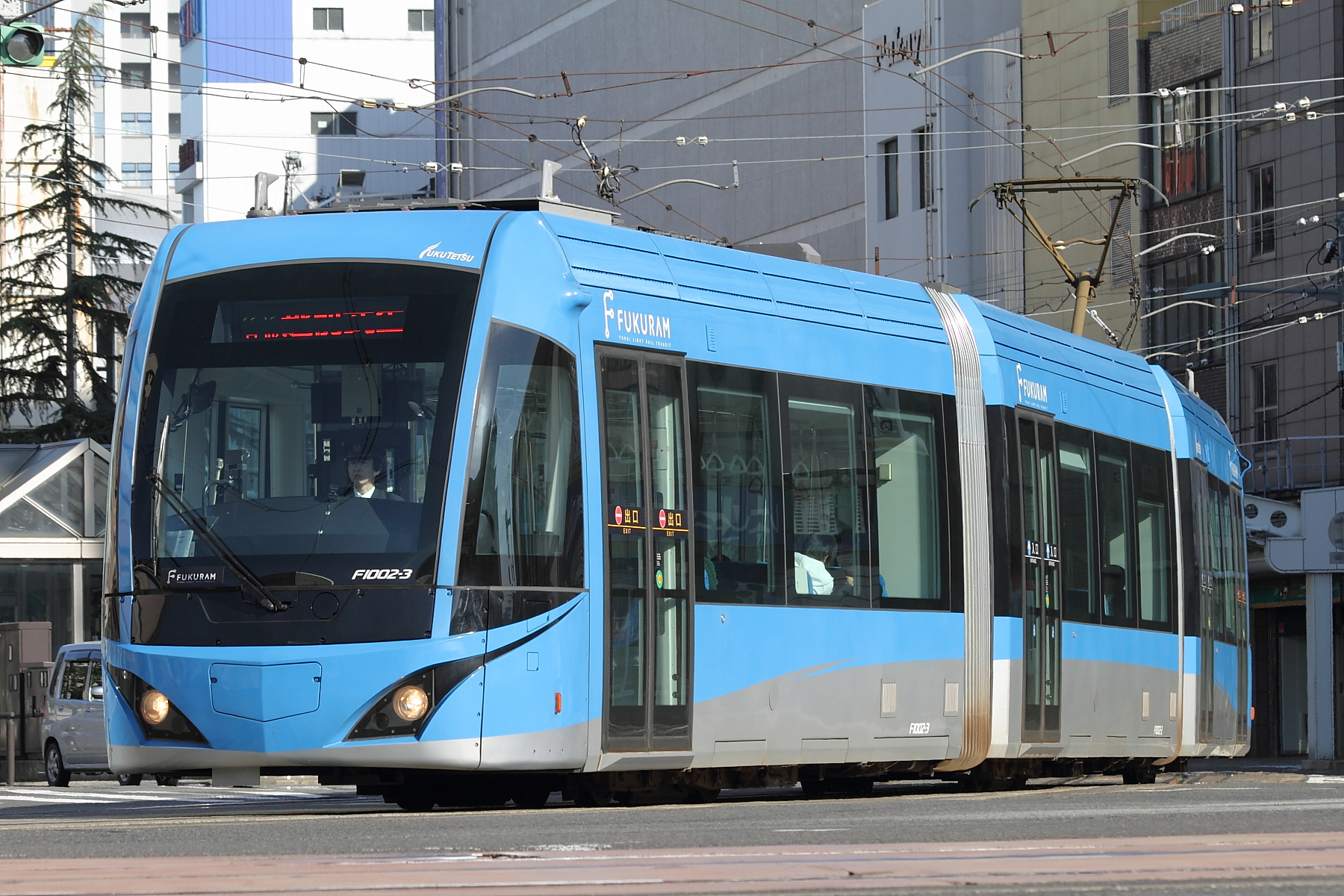
F1000形（F1002）
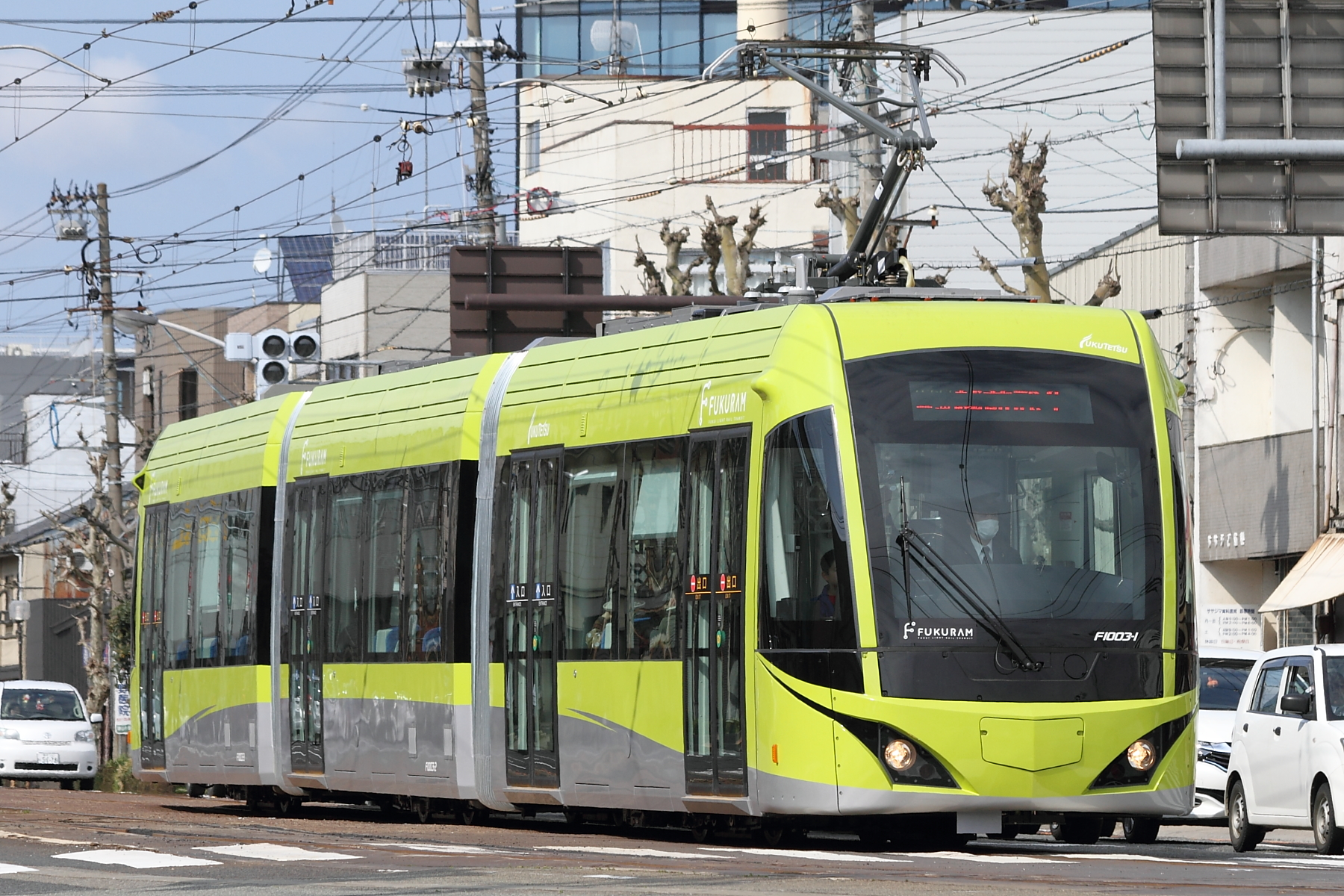
F1000形（F1003）
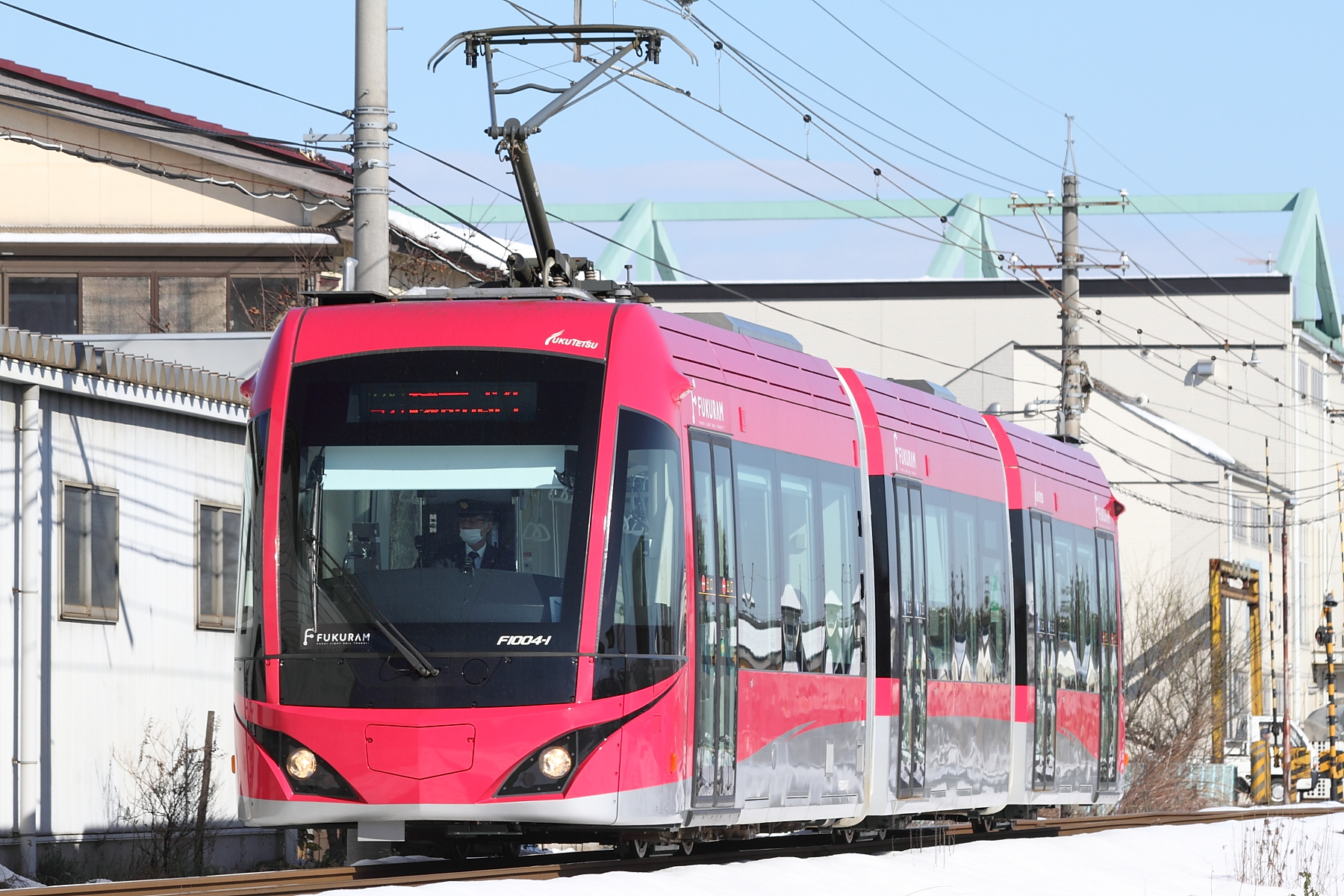
F1000形（F1004）
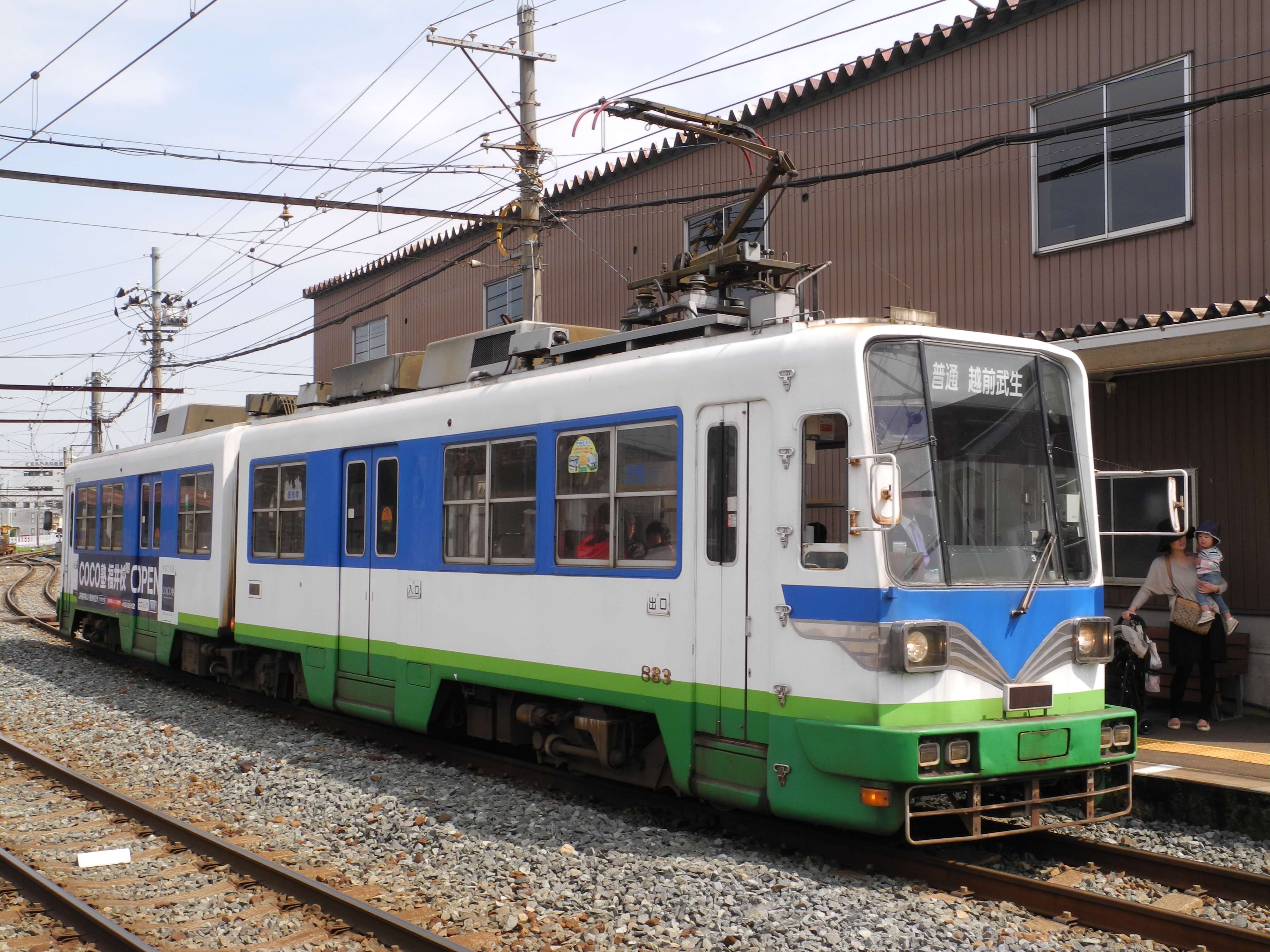
880形
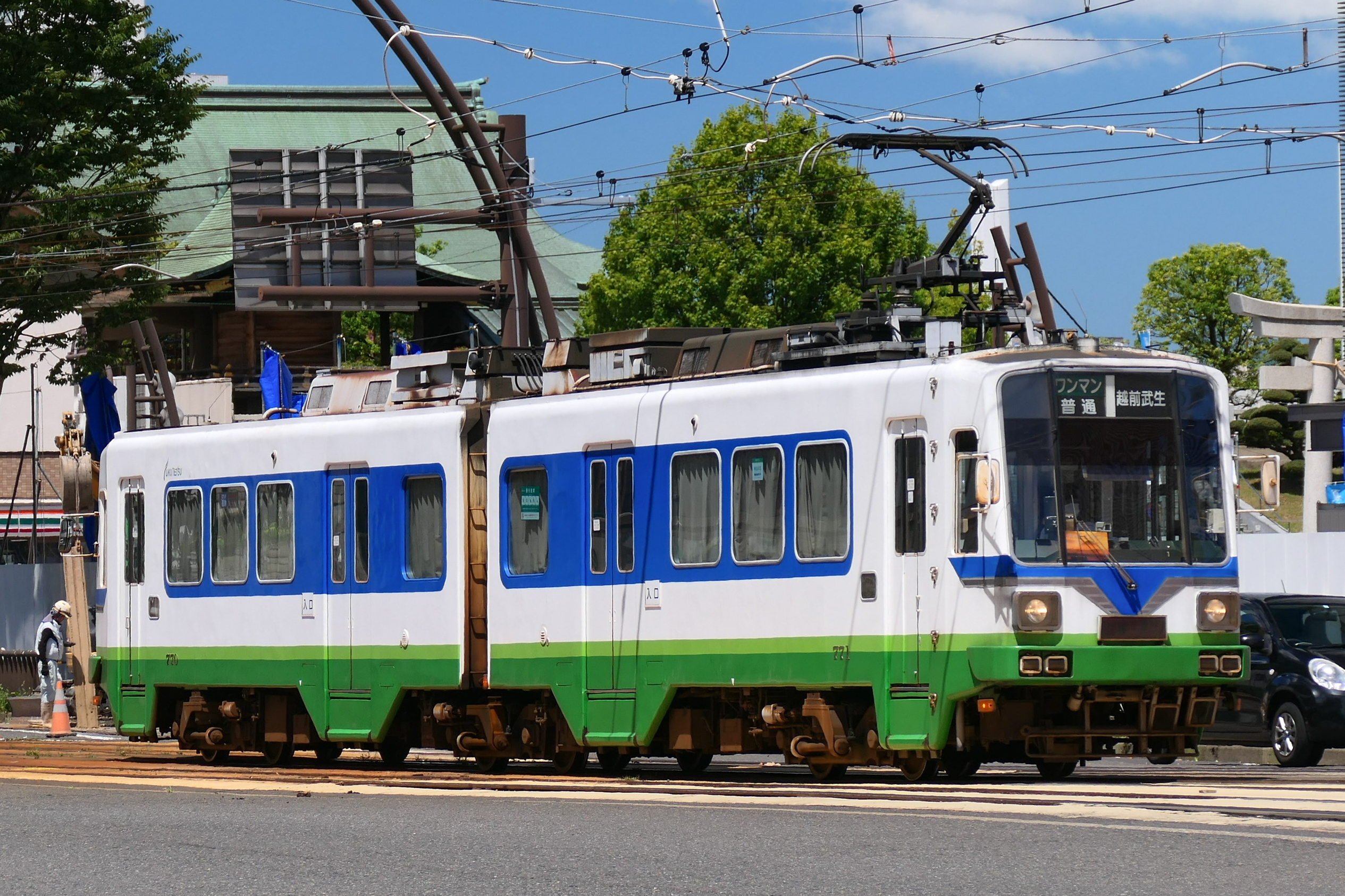
770形
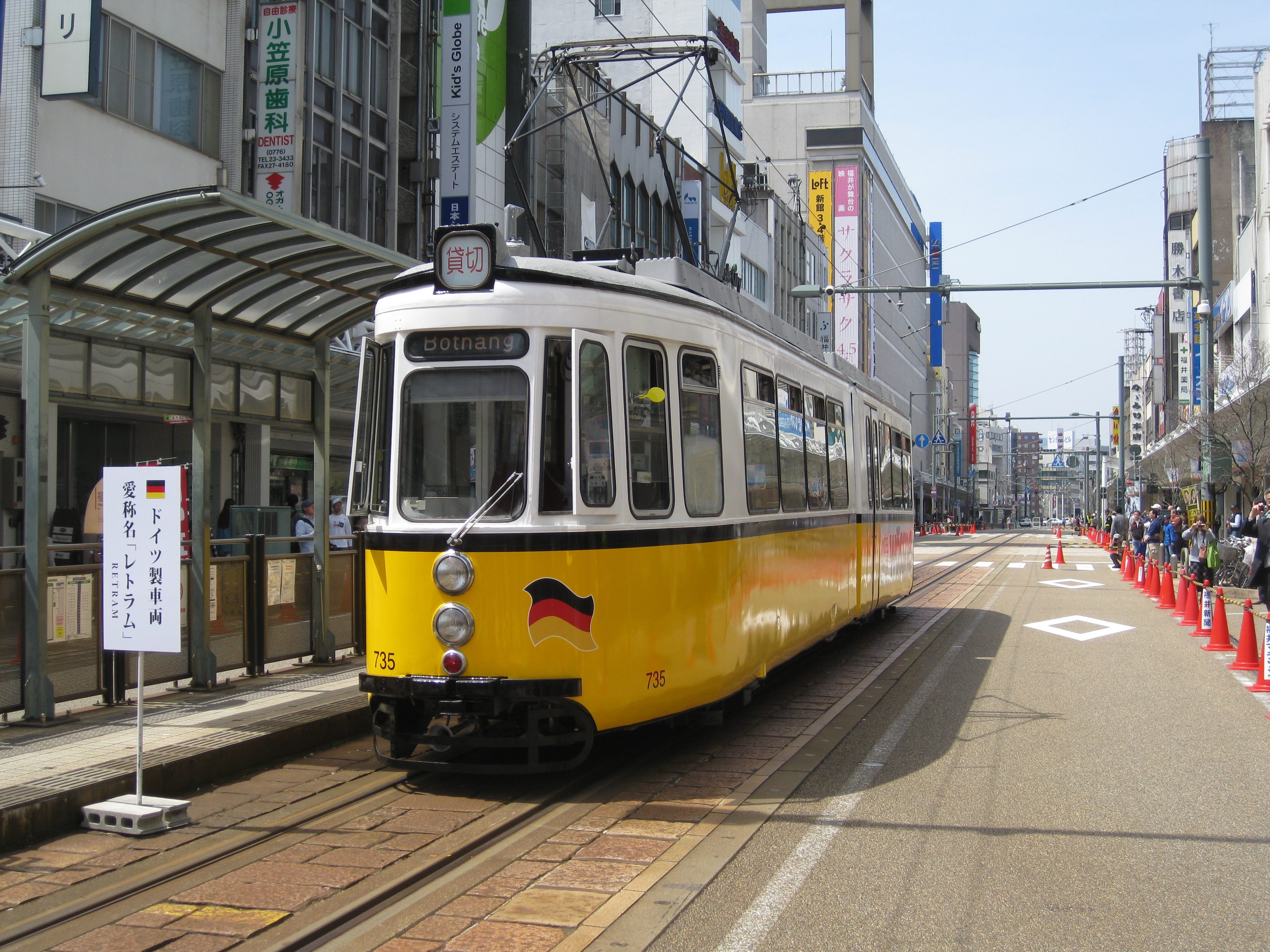
F10形 RETRAM（レトラム）
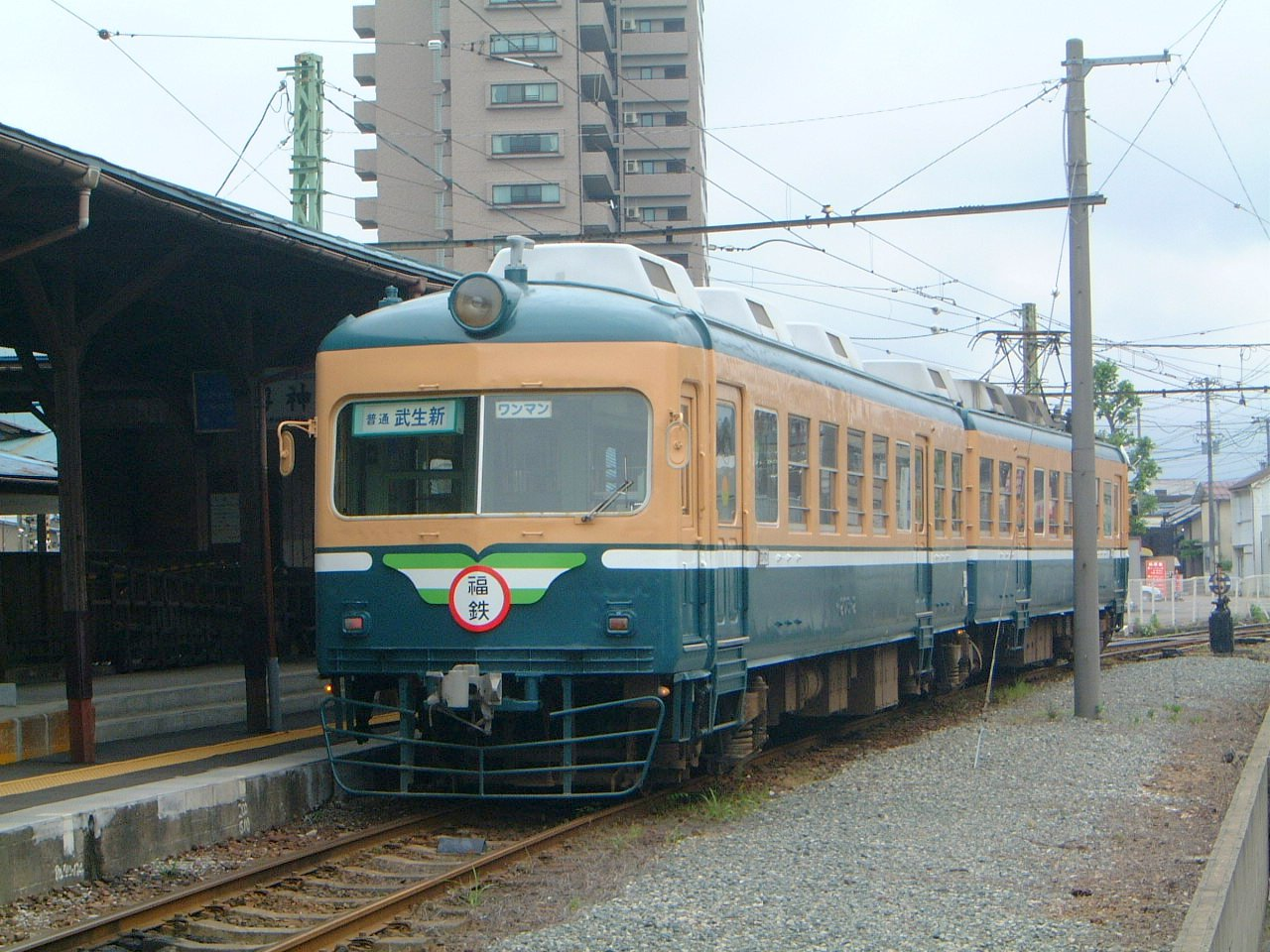
200形

#### 事業用車両
- デキ1形（デキ3）
- デキ10形
- D100形 （除雪用ディーゼル機関車、国鉄のロータリー/ラッセル式除雪用モーターカーMCR-4と同形機）

また、このほかにディーゼルモーターカーがある。

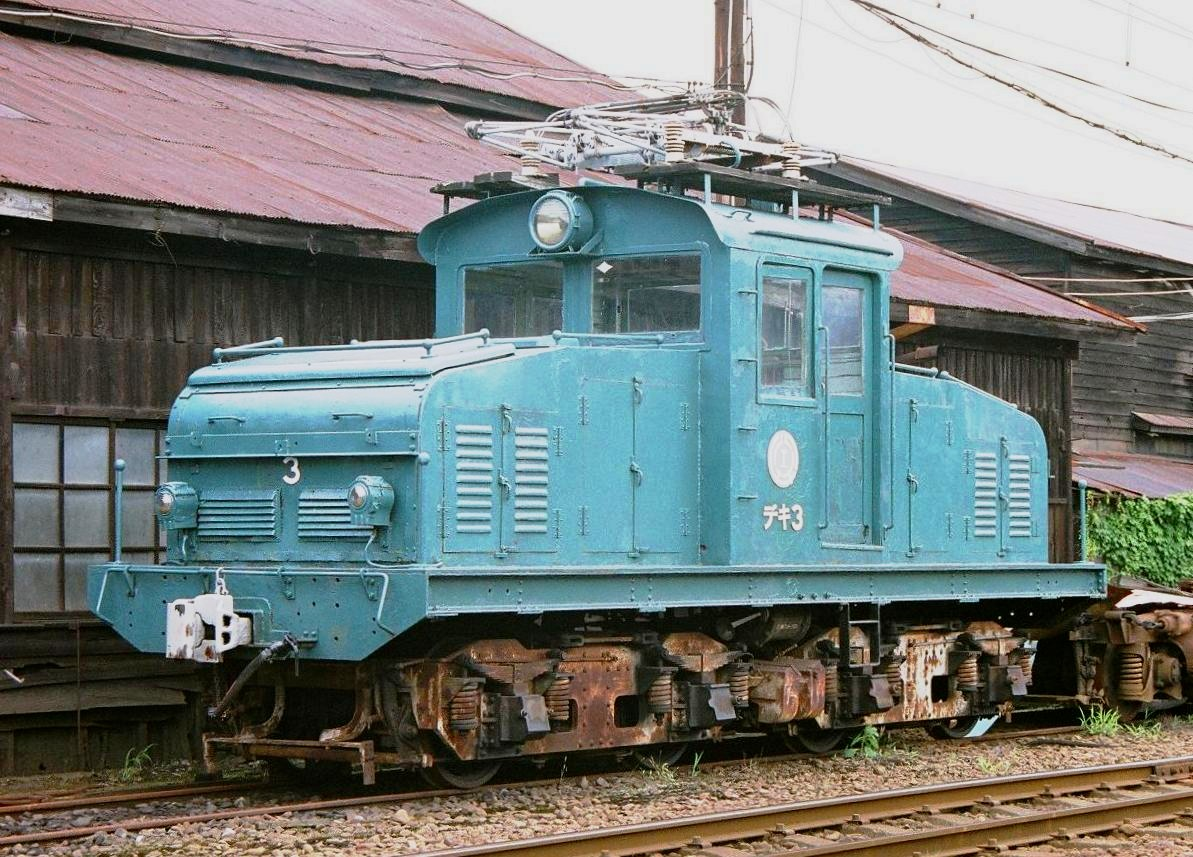
デキ1形（デキ3）
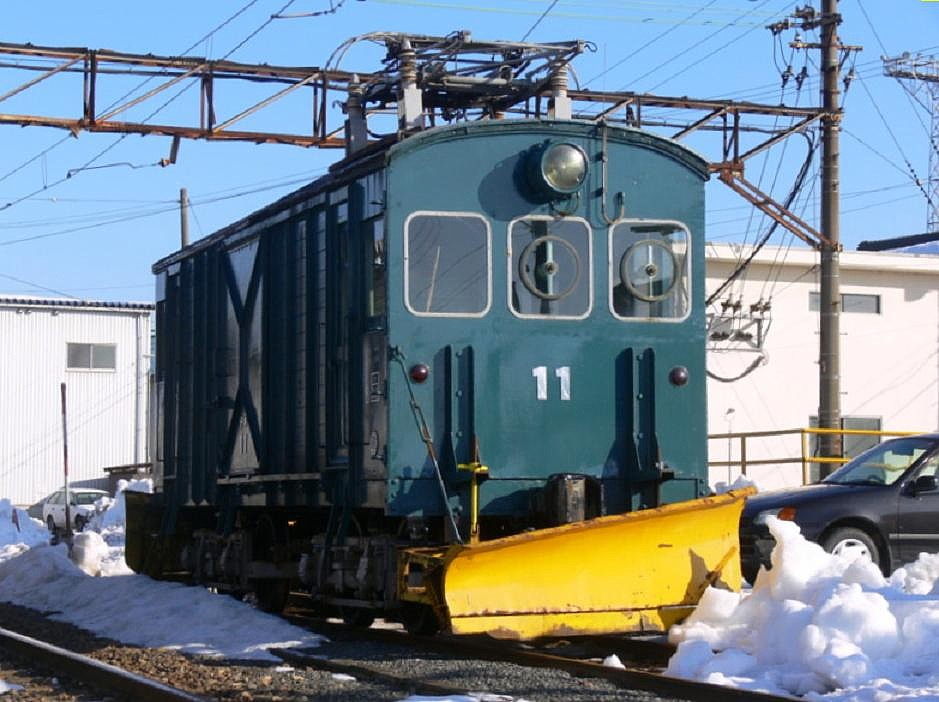
デキ10形

#### 過去の車両
- 1形
1923年（大正12年）に福武電鉄が開業のために3両を用意した15メートル級2扉の木造車。梅鉢鉄工場製[54]。モハ1は車体全周にわたる鋼板補強による簡易半鋼製化、いわゆる「偽スチール車」化と前面窓Hゴム化改造などを受け[54]、1968年（昭和43年）12月廃車[55]になるまで福武線と鯖浦線で運用された。
- 10形
1925年（大正15年）に日本車両で1形の増結用付随車として、同型の車体で2両が製造された木造車[56]。福武電鉄時代に電装されてデハ6、7となり、福井鉄道成立後にモハ10形となっている。
モハ11は1948年（昭和23年）の福井地震で焼失。大阪の広瀬車輛の手により3扉の半鋼製車体を新造した[56]。単独で運用されたり、鯖浦線の40形で唯一車体更新されたモハ42と編成を組んで運行[57]されたりしていたが、1981年にモハ42のモハ143-1への転用を受け休車となり、300形の導入に伴い1987年7月に廃車となった[55]。
木造車のままだった[58]モハ12は、モハ1と同様の改造を受けて晩年は鯖浦線で運用され、同線全線廃止により1973年10月に廃車[55]となっている。
- 20形
1930年（昭和5年）に福武電鉄モハ11形として日本車両で2両製造された。三国芦原電鉄ホデハ11形、越前電気鉄道ホデハ211形、上田温泉電軌デナ200形、琴平電鉄3000形、一畑電気鉄道デハ1形など、当時日車が地方私鉄向けに設計していた戸袋窓が楕円形[59]の15メートル半鋼製両運転台車の一種である。車体寸法はホデハ11と同じで走行装置はホデハ211形と同様の間接非自動制御・主電動機は三菱MB-104Aを2個装備であった[60]。
福武線では2両連結、鯖浦線では単行[61]といった形態で使用されていたが、連結運転の恒常化から、1970年（昭和45年）に片運転台化・連結面に貫通路増設の改造を実施、モハ22のモーターもモハ21に移し、2両固定編成のモハ21＋クハ21となった[58][62]。300形の導入に伴い1986年7月に廃車となった[55]。
- 30形
1932年（昭和7年）に鶴見臨港鉄道が軌道線用に新造したモハ20形2両を、福武電鉄が1940年と1941年に1両ずつ譲り受けてデハ30形としたもの。モハ31は1965年に踏切事故からの復旧に際して電送解除してサハ31に。
晩年はサハ31は鯖浦線と南越線で運用され、モハ32は南越線で運用された。両路線の部分廃止と老朽化に伴い廃車。
- 80形
- 120形
- 140形
- 160形
- 300形
- 500形
- 510形
1950年広瀬車両製の琴平参宮電鉄デハ80形81、83が、路線廃止後北陸鉄道金沢市内線のモハ2060形となっていたのを、金沢市内線も廃止されたため1967年に授受したもの[57]。500形と同じく田原町 - 福井駅間の軌道区間専用車両[63]となっていたが、わずか2年後の1969年9月に廃車となった[55]。
- 560形
- 600形
- 800形
2編成（部分低床車）、元名古屋鉄道。2018年度をもって運用終了。2019年3月、同一車両を運行している豊橋鉄道へ再譲渡[53]。
- デキ2形

#### 車両数の変遷
| 年         | 10形 | 20形 | 80形 | 120形 | 130形 | 140形 | 160形 | 200形 | 300形 | 560形 | 600形 | 610形 | 770形 | 800形 | 880形 | F1000形 | F10形 | 計（冷房車） |
| ---------- | ---- | ---- | ---- | ----- | ----- | ----- | ----- | ----- | ----- | ----- | ----- | ----- | ----- | ----- | ----- | ------- | ----- | ------------ |
| 1982- 1985 | 1    | 2    | 4    | 4     | 2     | 6     | 2     | 6     |       |       |       |       |       |       |       |         |       | 27           |
| 1986       | 1    | 2    | 4    | 4     |       | 6     | 2     | 6     | 2     |       |       |       |       |       |       |         |       | 27(2)        |
| 1987       | 1    |      | 4    | 4     |       | 6     | 2     | 6     | 4     |       |       |       |       |       |       |         |       | 27(4)        |
| 1988       |      |      | 4    | 3     |       | 6     | 2     | 6     | 6     |       |       |       |       |       |       |         |       | 27(6)        |
| 1989       |      |      | 4    | 3     |       | 6     | 2     | 6     | 6     | 1     |       |       |       |       |       |         |       | 28(8)        |
| 1990       |      |      | 4    | 3     |       | 6     | 2     | 6     | 6     | 1     |       |       |       |       |       |         |       | 28(10)       |
| 1991       |      |      | 4    | 3     |       | 6     | 2     | 6     | 6     | 1     |       |       |       |       |       |         |       | 28(12)       |
| 1992       |      |      | 4    | 2     |       | 6     | 2     | 6     | 6     | 1     |       |       |       |       |       |         |       | 27(14)       |
| 1993- 1997 |      |      | 4    | 2     |       | 6     | 2     | 6     | 6     | 1     |       |       |       |       |       |         |       | 27(16)       |
| 1998       |      |      | 4    | 2     |       | 6     |       | 6     | 6     | 1     | 1     |       |       |       |       |         |       | 26(17)       |
| 1999       |      |      | 4    | 2     |       | 4     |       | 6     | 6     | 1     | 2     |       |       |       |       |         |       | 25(18)       |
| 2000- 2005 |      |      | 4    | 2     |       | 2     |       | 6     | 6     | 1     | 2     | 2     |       |       |       |         |       | 25(20)       |
| 2006       |      |      | 4    | 2     |       | 2     |       | 6     | 6     | 1     | 2     | 2     | 8     | 2     | 10    |         |       | 45(40)       |
| 2007- 2011 |      |      |      |       |       |       |       | 6     |       |       | 2     | 2     | 8     | 2     | 10    |         |       | 30(30)       |
| 2012       |      |      |      |       |       |       |       | 3     |       |       | 2     | 1     | 8     | 2     | 10    |         |       | 26(26)       |
| 2013       |      |      |      |       |       |       |       | 3     |       |       | 1     | 1     | 8     | 2     | 10    | 1       |       | 28(28)       |
| 2014       |      |      |      |       |       |       |       | 3     |       |       | 1     | 1     | 8     | 2     | 10    | 1       | 1     | 27(26)       |
| 2015       |      |      |      |       |       |       |       | 1     |       |       | 1     | 1     | 8     | 2     | 10    | 2       | 1     | 26(25)       |
| 2016       |      |      |      |       |       |       |       | 1     |       |       | 1     | 1     | 8     | 2     | 10    | 4       | 1     | 28(27)       |
| 2017- 2018 |      |      |      |       |       |       |       | 1     |       |       | 1     |       | 8     | 2     | 10    | 4       | 1     | 27(26)       |
| 2019- 2020 |      |      |      |       |       |       |       | 1     |       |       |       |       | 8     |       | 10    | 4       | 1     | 24(23)       |

- 1982・83年は1月1日時点、1984年から2011年までは4月1日時点、2012年以降は12月31日時点
- 『私鉄車両編成表』各年版（ジェー・アール・アール、2011年まで）ならびに『路面電車年鑑』各年版（イカロス出版、2012年以降）